# 霍格萊法峰
46°22′15″N 7°47′35.2″E / 46.37083°N 7.793111°E
霍格萊法峰（德語：Hogleifa）是瑞士瓦萊州的山峰，位於該國南部，屬於伯尔尼山的一部分，海拔高度3,278米，每年平均降雨量1,585毫米。

## 外部連結
- Hogleifa on Hikr （页面存档备份，存于）